# Bitva o Madagaskar
Bitva o Madagaskar byla bitva, která probíhala od 5. května do 5. listopadu 1942 mezi britskými vojsky a vojsky Vichistické Francie. Cílem bylo dobýt a zajistit madagaskarské přístavy, aby se zajistila ochrana britských konvojů, které pluly v Indickém oceánu.

## Před bitvou
Po japonském obsazení Singapuru a následném přesunu velké flotily Japonského císařského námořnictva do Indického oceánu si Britové začali uvědomovat strategickou důležitost bezpečného Indického oceánu. Japonci tehdy vedli velkou ofenzivu v Barmě, která se dostala až k hranicím Indie a ostrov Cejlon se ocitnul pod masivním bombardováním. Vše nasvědčovalo tomu, že Japonsko obsadí Cejlon. Madagaskar se mezitím nacházel v rukou Vichistické Francie, která nebyla loajální Spojencům. Kdyby vichističtí Francouzi poskytli přístavy Japoncům a Cejlon byl obsazen, pak by faktickou kontrolu nad Indickým oceánem převzalo Japonsko a to by mělo katastrofální vliv na zásobování britských armád bojujících na Blízkém a Dálném východě. Pro představu: Veškeré britské jednotky, které bojovaly v Egyptě proti mocnostem Osy, byly zásobovány ropou z Perského zálivu. Kdyby Japonci drželi Madagaskar ve svých rukou a měli by zde umístěné ponorkové loďstvo, pak by mohly být konvoje s ropou vážně omezeny, což by jistě ovlivnilo britské postavení v Egyptě a vůbec v celém Středomoří.
Celá akce začala být plánována v březnu 1942. Původně se mělo jednat o akci vojsk Svobodných Francouzů, to ale padlo z důvodu nešťastných vzpomínek na bitvu o Dakar. Hlavním cílem bylo dobýt a zajistit přístavní město Diego Suarez (operace Ironclad). Dobytí celého ostrova se zatím odložilo na dobu neurčitou. Kvůli přesunutí velké části britského loďstva telegrafoval Winston Churchill 14. března americkému prezidentovi Franklinu D. Rooseveltovi, jestli by nemohl poskytnout pár lodí, které by v průběhu operace hlídaly Gibraltar. Prezident odpověděl kladně, a proto se mohlo loďstvo s vojáky vydat na cestu.

## Bitva
Vylodění se uskutečnilo 5. května v Courrierově zálivu (vylodění v zálivu u přístavu Diego Suarez bylo nebezpečné). Vylodění se rozdělilo do dvou proudů. Prvním byla 29. a 17. brigáda, která mířila na přístav Antisirane. Po pár hodinách pochodu se Britové dostali až k přístavu, který byl bráněn, ale protože Britové disponovali tanky a také se pár oddílů Royal Marines, doprovázených bitevní lodí HMS Ramillies, vylodilo přímo v přístavu, byl tento přístav 6. května dobyt.

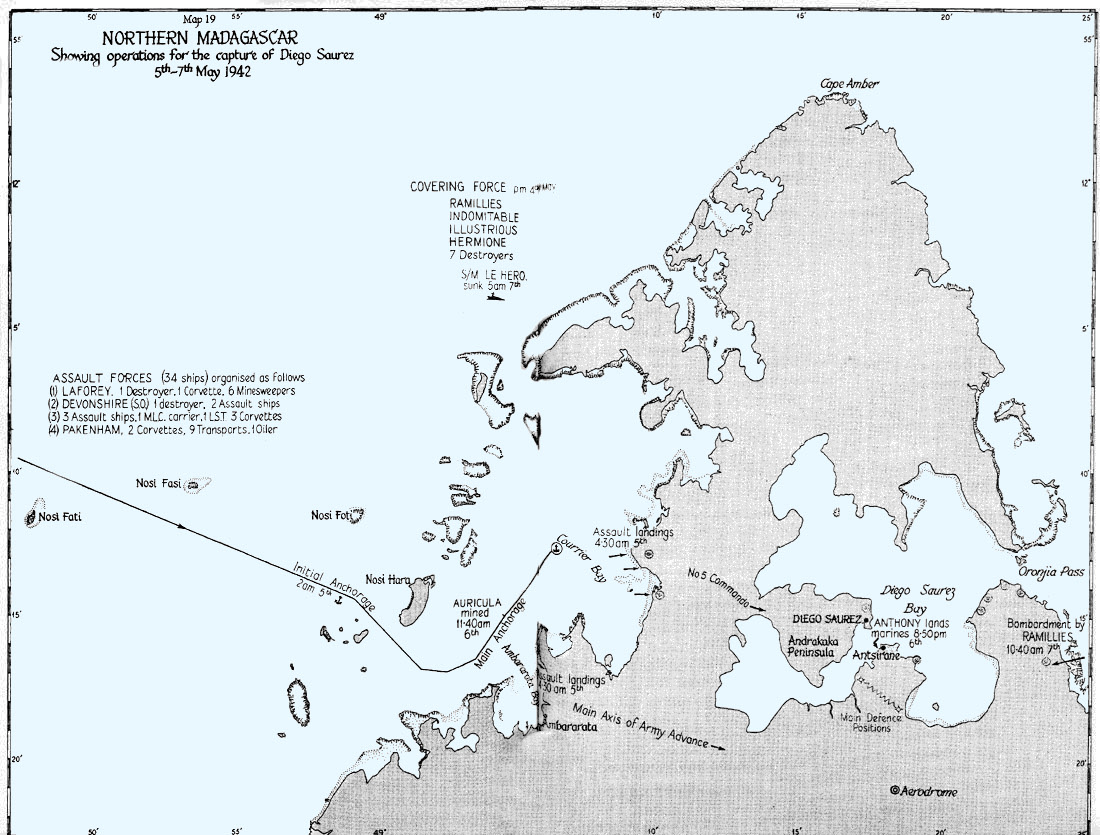
Mapa vylodění

Druhý proud, jednotky Commandos, zaútočil na opačný břeh zátoky, kde se nacházel přístav Diego Suarez. Zde se místní posádka sice bránila, ale její odpor byl po pár hodinách zlomen. Po obsazení zátoky vyvstala otázka, zda má být dobyt celý ostrov. Většina generálů řídící vylodění byla pro, jen ministerský předseda Winston Churchill stál proti. Poukazoval na to, že tato operace by poutala velké množství vojáků, kteří byli potřeba naléhavě na jiných bojištích, hlavně v Barmě. Tato situace chvíli trvala, ale pak se staly hned po sobě dva incidenty, které změnily názor ministerského předsedy. Dne 29. května se nad zátokou Diego Suarez objevil průzkumný letoun a hned zase zmizel. O den později byl torpédován britský torpédoborec a bitevní loď Ramillies. Vše nasvědčovalo tomu, že za tím stála vichistická ponorka, která vyplula z jiného madagaskarského přístavu. Proto musel být dobyt celý ostrov. Nakonec se ukázalo, že šlo o japonskou miniponorku, která byla vypuštěna z mateřské ponorky – ta disponovala palubním letounem. Přestože guvernér ostrova odmítl kapitulovat, celé obsazení ostrova již bylo rychlou záležitostí. Hlavní město Tananarive se vzdalo 23. září. Obsazení Madagaskaru mělo nejen svůj strategický význam. V dobách, kdy padl Singapur a kdy se Japonsko dostalo až k hranicím Indie, posílilo obsazení morálku celé Velké Británie.